# はくちょう座ゼータ星
はくちょう座ζ星(英語: Zeta Cygni)は、はくちょう座の3等星。実際は連星系である。
主星のはくちょう座ζ星Aはスペクトル型G8IIIaの巨星である。この恒星は、ヘリウムで核融合反応を起こす種類の巨星、レッドクランプである可能性がある。質量は太陽の3倍、半径は15倍まで膨張している。明るさは太陽の112倍もあるが、表面温度は4,910Kと、太陽より低い。この温度は、太陽と同じスペクトル分類であるG型に分類される。はくちょう座ζ星Aは過剰なほど、バリウムに富んでいる。そのため、はくちょう座ζ星Aは漸近巨星分枝 (AGB) にある恒星だとされている。
伴星はスペクトル型DA4.2の白色矮星であり、主星の周りを軌道離心率0.22の軌道を6489日で公転している。見かけの明るさは13.2で、直接観測する事は出来ない。